# Gbôklé
Le Gbôklè est l'une des 31 régions de la Côte d'Ivoire. Depuis sa création en 2011, elle est l'une des trois régions du district du Bas-Sassandra. Le chef-lieu de région est Sassandra et la population de la région est de 460 980, selon le recensement général de la population et de l'habitat (RGPH) de 2021.

## Administration
La région est divisée en deux départements : 
- Fresco ;
- Sassandra.

## Politique
Philippe Legré Dakpa (Rassemblement des républicains, RDR) est élu président du conseil régional lors de l'élection régionale d'avril 2013 avec 56,7 % des voix face au candidat du Parti démocratique de Côte d'Ivoire – Rassemblement démocratique africain (PDCI). Soutenu par le RDR et le PDCI réunis au sein du Rassemblement des houphouëtistes pour la démocratie et la paix (RHDP), Legré est réélu lors de l'élection régionale d'octobre 2018 avec 41,54 % des voix. Lors de l'élection de septembre 2023, Mahamadou Kebe, candidat indépendant, est élu avec 41,2 % des voix devant le candidat du RHDP, Basile Mesmin Fregbo Guete (38,6 %) et Adia Damana, candidat commun du PDCI et du Parti des peuples africains – Côte d'Ivoire (20,2 %).